# Concert 87
Albums de Michel Sardou
Musulmanes Le Successeur
Concert 87 est le huitième album live de Michel Sardou enregistré en 1987 lors de son cinquième et dernier passage au Palais des congrès de Paris.
L'album a été réédité en 1993 sous le titre Palais des Congrès 87.

## Titres
Tout les titres n'ont pas été repris comme : "les prochains jours de pearl harboor"
| 1.  | Polyèdre                                      |  |
| 2.  | Chanteur de jazz                              |  |
| 3.  | Dessins de femme                              |  |
| 4.  | Rouge                                         |  |
| 5.  | Minuit moins dix                              |  |
| 6.  | Parce que c’était lui, parce que c’était moi  |  |
| 7.  | 18 ans, 18 jours                              |  |
| 8.  | Une lettre à ma femme pour tout lui expliquer |  |
| 9.  | Afrique adieu                                 |  |
| 10. | Road book                                     |  |
| 11. | Les Bateaux du courrier                       |  |
| 12. | 1965                                          |  |
| 13. | Délire d’amour                                |  |
| 14. | L’Acteur                                      |  |

| 1.  | Musulmanes                 |  |
| 2.  | Happy birthday             |  |
| 3.  | K7                         |  |
| 4.  | Tout s’oublie              |  |
| 5.  | Les Yeux d’un animal       |  |
| 6.  | Il était là (Le fauteuil)  |  |
| 7.  | Mélodie pour Élodie        |  |
| 8.  | Être une femme             |  |
| 9.  | Vladimir Ilitch            |  |
| 10. | Féminin comme              |  |
| 11. | Présentation des musiciens |  |
| 12. | L’An mil                   |  |
| 13. | Les Lacs du Connemara      |  |
| 14. | Chanteur de jazz           |  |

## Crédits

### Musiciens
- Arrangements et programmation synthétiseurs : Roger Loubet et Hervé Roy
- Synthétiseurs : Roger Loubet, Hervé Roy et Jean-Pierre Sabar
- Guitares : Slim Pezin et Patrice Tison
- Basse : Sauveur Mallia
- Batterie : Patrice Locci
- Percussions : Marc Chantereau
- Saxophone : Patrick Bourgoin
- Chœurs : Guida de Palma, Leïla Hadi, Jean-Jacques Cramier et Michel Chevalier

### Équipe technique et production
- Éclairages : Jacques Rouveyrollis
- Sonorisation salle : Andy Scott
- Mixage : Roland Guillotel au Studio Guilaume Tell
- Production et réalisation : Jacques Revaux et Jean-Pierre Bourtayre

## Vidéo
Une vidéo de ce concert, réalisée par Gérard Van Der Grucht, a été publiée la même année. Elle a été rééditée au format DVD en 2002. Elle ne reprend pas l'intégralité du concert.

### Liste des titres de la vidéo
| No  | Titre                                         | Durée |
| --- | --------------------------------------------- | ----- |
| 1.  | Polyèdre                                      |       |
| 2.  | Chanteur de jazz                              |       |
| 3.  | Dessins de femme                              |       |
| 4.  | Rouge                                         |       |
| 5.  | Minuit moins dix                              |       |
| 6.  | Une Lettre à ma femme pour tout lui expliquer |       |
| 7.  | Afrique adieu                                 |       |
| 8.  | Road book                                     |       |
| 9.  | 1965                                          |       |
| 10. | L’Acteur                                      |       |
| 11. | Musulmanes                                    |       |
| 12. | Happy birthday                                |       |
| 13. | K7                                            |       |
| 14. | Tout s’oublie                                 |       |
| 15. | Être une femme                                |       |
| 16. | Mélodie pour Élodie                           |       |
| 17. | Vladimir Ilitch                               |       |
| 18. | Féminin comme                                 |       |
| 19. | L’An mil                                      |       |
| 20. | Les Lacs du Connemara                         |       |